# Владайски проход
Владайският проход е нископланински проход (седловина) в Западна България, между планините Люлин на северозапад и Витоша на югоизток в Област София и Област Перник.
Проходът е с дължина 9,4 km, а надморската височина на седловината е 864 m. Той свързва най-югозападната част на Софийската котловина при квартал Княжево на град София на североизток с най-източната част на Пернишката котловина при село Драгичево на югозапад. Проходът започва в югозападния край на квартал Княжево на 733 m н.в. и се насочва на югозапад, нагоре по Владайския пролом на Владайска река. След 2 km, напуска пролома, преминава през центъра на село Владая, а след още 2 km, западно от селото достига до седловината на 864 m н.в. Оттук започва плавно спускане към Пернишката котловина, като преминава северно от село Мърчаево и след 4,2 km източно от село Драгичево завършва на 748 m н.в.
До изграждането и пускането в експлоатация на автомагистрала Люлин през 2011 г. шосето през прохода беше един от най-натоварените пътни участъци в България. Поради важното си транспортно и стратегическо значение пътят се поддържа целогодишно за преминаване на МПС. През него преминават два участъка от два първокласни пътя на България:
- Републикански път I-1 ГКПП Видин - Калафат – Враца – София – Благоевград – ГКПП Кулата - Промахон (от km 273,7 до km 287,1);
- Републикански път I-6 ГКПП Гюешево – Кюстендил – София – Карлово – Бургас (от km 90,2 до km 103,6).[1]

Успоредно на шосето преминава и участък от трасето на жп линията София – Перник – Благоевград – ГКПП Кулата - Промахон.

## Топографска карта
- Лист от карта K-34-59. Мащаб: 1 : 100 000.